# François Lemoyne
François Lemoyne, (París, 1688-1737) fue un pintor francés de estilo rococó, ganador del Premio de Roma y partícipe de la decoración del Palacio de Versalles.

## Datos biográficos
A los 13 años, en 1701, entró a estudiar en la Real Academia de Pintura y Escultura. Se formó bajo la dirección de Louis Galloche permaneciendo en ella hasta 1713. En 1711 ganó el Prix de Rome. Fue recibido como miembro de la Academia en 1718 y elegido profesor de ella en 1733. Su trabajo y talento, especialmente su trabajo en Versalles, lo convirtieron en "el nuevo Le Brun". En 1736 fue nombrado Primer Pintor del Rey.
En 1727 se presentó a un concurso convocado entre los pintores de historia de la Academia por el duque d'Antin (Louis-Antoine de Pardaillan de Grondin), «Surintendant des Bâtiments». Doce grandes cuadros de historia concurrieron al concurso, cuyo primer premio Lemoyne compartió con su competidor Jean-François de Troy (París, 1679 - Roma 1752).
Trabajó con otros artistas de la época como Donat Nonotte, Gilles Dutilleul, Charles de la Fosse o Charles Antoine Coypel. Pero el exceso de trabajo, las intrigas de Versalles y la muerte de su esposa acabaron enloqueciéndole. Se suicidó en 1737 apuñalándose siete veces, seis meses después de haber terminado la pintura de La apoteosis de Hércules para el techo del Salón de Hércules del Palacio de Versalles. Con él terminó la moda de los grandes techos alegóricos.

## Obras

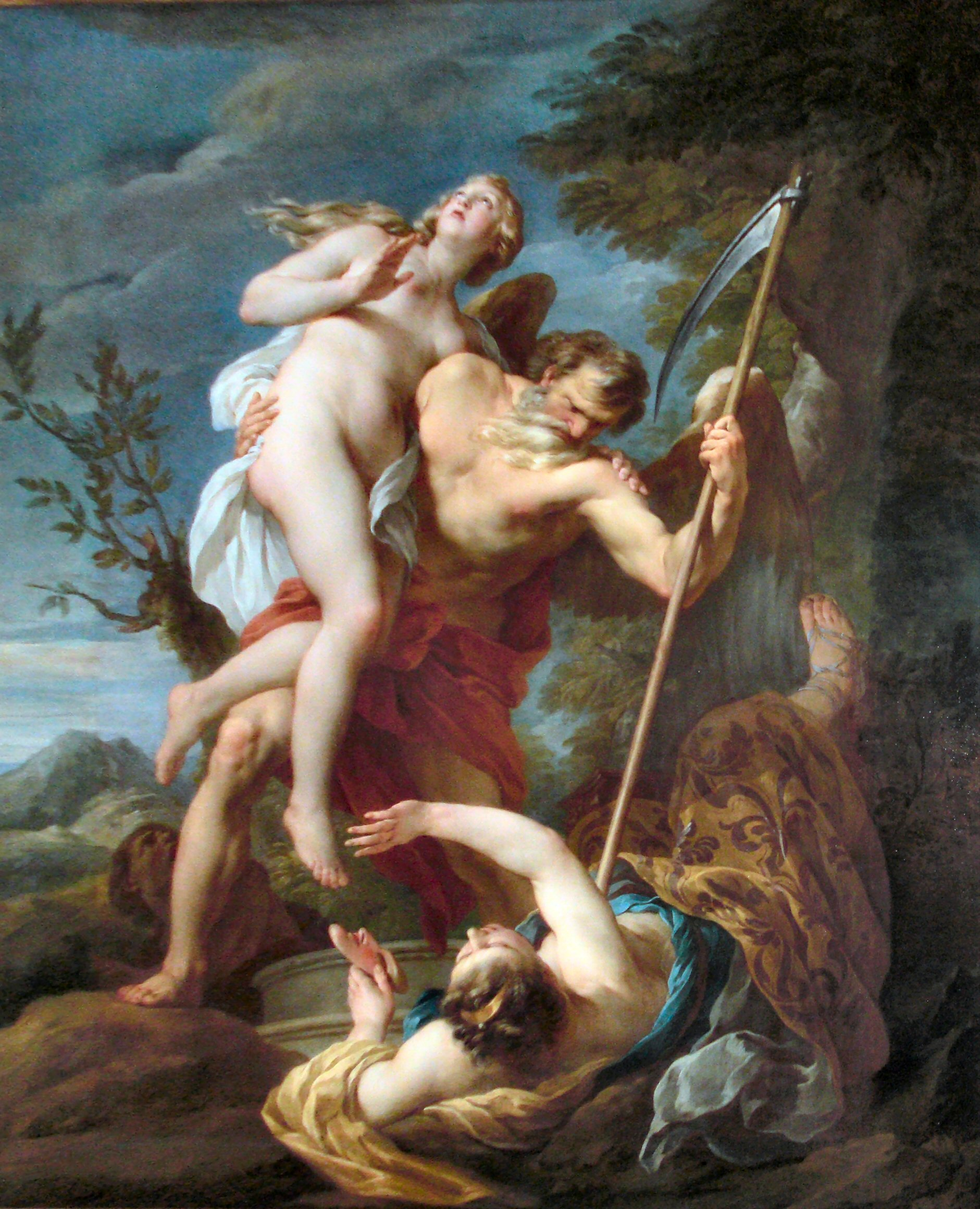
El Tiempo salvando a la Verdad de la Falsedad y la Envidia.

Entre las mejores y más conocidas obras de Lemoyne se incluyen las siguientes:
- Louis XV donnant la Paix à l'Europe (Luis XV dando la paz a Europa), Salón de la Paz del Palacio de Versalles (1727).
- L'Apothéose d'Hercule (La apoteosis de Hércules), plafón del techo del Salón de Hércules, en Versalles (1733-1736).
- Arco de la Iglesia de Santo Tomás de Aquino, París.
- Diane chasseresse - Diana Cazadora.
- Les Nymphes - Ninfas.
- Narcisse - Narciso, 1728, Hamburgo, Kunsthalle.
- Hercule & Omphale -  Hércules y Ónfale  1724 (Museo del Louvre).
- Hercules & Cacus -Hércules y Caco (París, Louvre).
- La tranquilidad de una partida de caza (Múnich, Alte Pinakothek).
- Picnic durante la caza, 1723, Museo de Arte de São Paulo.
- También trabajó en Saint-Sulpice y en Saint-Germain-des-Prés.